# No Plan (мініальбом)
No Plan — посмертний мініальбом британського музиканта Девіда Бові, представлений 8 січня 2017 року, на 70-ту річницю дня народження музиканта.
Мініальбом складається із раніше представленої композиції «Lazarus», а також 3 пісень, які були записані під час сесій останнього альбому музиканта «Blackstar», проте так і не потрапили до цієї платівки: «Killing a Little Time», «When I Met You» і «No Plan» За день до релізу, 7 січня, було представлено музичне відео на композицію «No Plan» та документальний фільм про музиканта від ВВС «Останні 5 років».

## Список композицій
Автор музики і слів Девід Бові. 
| #     | Назва                   | Тривалість |
| ----- | ----------------------- | ---------- |
| 1.    | «Lazarus»               | 6:24       |
| 2.    | «No Plan»               | 3:40       |
| 3.    | «Killing a Little Time» | 3:46       |
| 4.    | «When I Met You»        | 4:09       |
| 17:59 |                         |            |